# ユニオン郡 (テネシー州)
ユニオン郡（英: Union County）は、アメリカ合衆国テネシー州の東部に位置する郡である。2010年国勢調査での人口は19,109人であり、2000年の17,808人から7.3%増加した。郡庁所在地はメイナードビル市（人口2,413人）であり、同郡で人口最大の都市でもある。ユニオン郡はノックスビル大都市圏に属している。

## 歴史
ユニオン郡は1850年に、グレンジャー郡、クレイボーン郡、キャンベル郡、アンダーソン郡、ノックス郡のそれぞれ一部を合わせて設立された。郡名は5つの郡の部分を「統合」したことを記念するか、あるいは東テネシーが南北戦争以前にアメリカ合衆国（ユニオン）存続を支持していたことを反映するかのどちらかである。
1930年代、ノリス・ダムの建設でクリンチ川を堰き止めたことでノリス湖ができ、ロイストンの町など郡内の多くの土地が水没し、多くの住民が移転した。アメリカ合衆国国立公園局と市民保全部隊の支援により、テネシー川流域開発公社が郡内の湖岸における公園の見本としてビッグリッジ州立公園を開発した。この公園のレクリエーション用施設は1934年5月に公開された。

## 地理
アメリカ合衆国国勢調査局に拠れば、郡域全面積は247平方マイル (640 km2)であり、このうち陸地224平方マイル (580 km2)、水域は24平方マイル (62 km2)で水域率は9.54%である。

### 隣接する郡
- クレイボーン郡 - 北
- グレンジャー郡 - 東
- ノックス郡 - 南
- アンダーソン郡 - 南西
- キャンベル郡 - 北西

## 人口動態

人口ピラミッド

以下は2000年の国勢調査による人口統計データである。
| 基礎データ - 人口: 17,808人 - 世帯数: 6,742 世帯 - 家族数: 5,191 家族 - 人口密度: 31人/km2（80人/mi2） - 住居数: 7,916軒 - 住居密度: 14軒/km2（35軒/mi2） 人種別人口構成 - 白人: 98.46% - アフリカン・アメリカン: 0.10% - ネイティブ・アメリカン: 0.23% - アジア人: 0.16% - 太平洋諸島系: 0.02% - その他の人種: 0.17% - 混血: 0.86% - ヒスパニック・ラテン系: 0.79% | 年齢別人口構成 - 18歳未満: 25.7% - 18-24歳: 8.9% - 25-44歳: 31.0% - 45-64歳: 23.6% - 65歳以上: 10.8% - 年齢の中央値: 36歳 - 性比（女性100人あたり男性の人口） - 総人口: 98.8 - 18歳以上: 96.6 世帯と家族（対世帯数） - 18歳未満の子供がいる: 35.4% - 結婚・同居している夫婦: 62.2% - 未婚・離婚・死別女性が世帯主: 10.5% - 非家族世帯: 23.0% - 単身世帯: 19.8% - 65歳以上の老人1人暮らし: 7.4% - 平均構成人数 - 世帯: 2.62人 - 家族: 2.99人 | 収入と家計 - 収入の中央値 - 世帯: 27,335米ドル - 家族: 31,843米ドル - 性別 - 男性: 26,436米ドル - 女性: 18,665米ドル - 人口1人あたり収入: 13,375米ドル - 貧困線以下 - 対人口: 19.6% - 対家族数: 16.8% - 18歳未満: 25.1% - 65歳以上: 27.8% |

## 都市と町
- ラットレル
- メイナードビル - 郡庁所在地
- プレーンビュー

### 未編入の町
- ブラーデン[8]
- シャープスチャペル

1900年、リックスキレット、別名エスコの町がメイナードビルの北約2.5マイル (4 km)、今日ではテネシー州道旧33号線とフォール・クリークが交差する所、すなわちコックス道路とテネシー州道170号線が交わる所にあった。

## 教育
郡内の公共教育を行う学校として、ユニオン郡高校、ユニオン郡オールターナティブ・センターがあり、小学校が5校、中学校が1校ある。

## 見どころと歴史的建築物
- ビッグリッジ州立公園
- ロイ・アカフ博物館
- ブッカー農園
- ハミルトン・レイの店舗
- ハミルトン・トリバー複合施設
- メイナードビル州立銀行
- ベイト・ウースリー邸

## 著名な出身者
- チェット・アトキンス、ギタリスト
- ケニー・チェズニー、カントリー歌手、ソングライター